# Atletica leggera ai XVII Giochi del Mediterraneo - Salto in alto femminile
Le gare di atletica leggera nella categoria salto in alto femminile si sono tenute il 29 giugno 2013 al Nevin Yanıt Atletizm Kompleksi di Mersin.

## Calendario
Fuso orario EET (UTC+3).
| Data      | Ora   | Turno  |
| --------- | ----- | ------ |
| 29 giugno | 18:15 | Finale |

## Risultati
Le 5 atlete partecipanti sono qualificate direttamente alla finale.

### Finale
| Pos       | Atleta           | Paese   | Salti | Salti | Salti | Salti | Salti | Salti | Salti | Salti | Salti | Risultato |
| Pos       | Atleta           | Paese   | 1,70  | 1,75  | 1,78  | 1,81  | 1,84  | 1,87  | 1,90  | 1,92  | 1.94  | Risultato |
| --------- | ---------------- | ------- | ----- | ----- | ----- | ----- | ----- | ----- | ----- | ----- | ----- | --------- |
|           | Burcu Ayhan      | Turchia | -     | -     | O     | O     | O     | O     | O     | O     | XXX   | 1,92      |
| Ana Šimić | Croazia          | -       | -     | -     | O     | O     | O     | O     | O     | XXX   | 1,92  |           |
|           | Antonia Stergiou | Grecia  | -     | O     | -     | O     | O     | O     | O     | XXX   |       | 1,90      |
| 4         | Leontia Kallenou | Cipro   | -     | O     | O     | O     | O     | O     | XXX   |       |       | 1,87      |
| 5         | Sibel Çınar      | Turchia | O     | O     | XXO   | XXX   |       |       |       |       |       | 1,78      |